# Drapeau et armoiries de Benito Juárez
 (juillet 2024).

Drapeau de Benito Juárez

Le drapeau de la ville de Cancún, de la municipalité de Benito Juárez, représente les armoiries de la ville sur fond blanc. Il a été adopté le 28 avril 2020.

## Histoire
Le drapeau de la municipalité de Benito Juárez est apparu en 2000 comme l'un des symboles les plus avant-gardistes du pays, une bannière blanche représentant les armoiries municipales qui ressemble aux drapeaux des préfectures japonaises.

### Drapeaux historiques

Drapeau de Benito Juárez (2000-2020)

## Armoiries

Armoiries de Benito Juárez.

Un écusson de la municipalité de Benito Juárez, qui représente également la ville de Cancún, a été créé par le graphiste californien d'origine mexicaine Joe Vera, après un concours organisé par Fonatur. Il est divisé en trois parties: la couleur bleue symbolise le Mer des Caraïbes; le jaune, le sable et le rouge, les rayons du soleil, Il s'inspire des buts mayas du jeu de balle.